# Italiens flotta

Heradisk vapensköld för Marina Militare.

Italiens flotta (italienska: Marina Militare), är Italiens flotta. Det är en av fyra försvarsgrenar i Italiens väpnade styrkor. 
Marine Militare hade 35 200 man i tjänst 2008 och omfattade 85 fartyg och 123 flygplan. Fartygen inkluderade år 2010: två hangarfartyg, 4 jagare, 12 fregatter, 8 korvetter, 3 amfibiefartyg, 14 patrullbåtar eller patrullfartyg, 17 minsvepare eller minröjningsfartyg, 6 ubåtar samt ett antal stödfartyg av olika typer.